# Ponos
Ponos (del griego antiguo, «Πόνος» Pónos ‘trabajo, esfuerzo’) era el dios del trabajo duro y el esfuerzo en la mitología griega. Su madre era la diosa Eris, que era, a su vez, la hija de Nix. Era el hermano de Algos, Lete, Limos y Horcos. Según algunos relatos, Ponos fue el hijo de Nix y Érebo.

## Mitología

### Cuenta de Hesíodo
En la Teogonía de Hesíodo, del verso 226 al 232, la genealogía de Ponos fue descrita junto con sus otros hermanos:

«Pero la aborrecida Eris engendró el doloroso Ponos (‘esfuerzo’), Lete (‘olvido’) y Limos (‘hambre’) y los Algos llorosos (‘dolores’), así como las Hisminas (‘batallas’), Macas (‘guerras’), Fonos (‘asesinatos’) y Androctasias (‘matanzas’), Neikeas (‘discordias’), Pseudólogos (‘mentiras’), Anfilogías (‘disputas’), Disnomia (‘anarquía’) y Ate (‘ruina’), todos de una misma naturaleza, y Horcos (‘juramento’), quien más atormenta a los hombres en la tierra cuando alguien hace deliberadamente un falso juramento».
Hesíodo

### Cuenta de Cicerón
«... cielo (Éter) y día (Hemera), como también a sus hermanos y hermanas, que así denominan los antiguos genealogistas: el amor (Cupido), el engaño (Dolos), el miedo (Fobos), el trabajo (Ponos), la Envidia, el destino (Moros), la vejez (Geras), la muerte (Mors), la oscuridad (Tenebrae), la Miseria, el lamento (Luctus), el favor (Gratia), el fraude (Fraus), la obstinación (Pertinacia), los destinos (Moiras), las Hespérides y los sueños (Somnus); todos ellos son descendientes de Érebo y de la Noche (Nix)...».
Cicerón